# Stipa curviseta
Stipa curviseta är en gräsart som beskrevs av Albert Spear Hitchcock. Stipa curviseta ingår i släktet fjädergrässläktet, och familjen gräs. Inga underarter finns listade i Catalogue of Life.